# Juan Vicente González
Juan Vicente González Delgado (Caracas, 28 de mayo de 1810 - Caracas, 1 de octubre de 1866) fue un periodista y escritor venezolano. Es considerado como el primer escritor romántico que tuvo Venezuela en el siglo XIX.

## Biografía
No se ha podido determinar quienes fueron sus padres, ni la fecha exacta de su nacimiento, por lo cual esta es estimada. Algunas personas sostienen que nació en 1808, mientras que otras opinan que fue en 1810. Se dice que fue abandonado en la casa de Francisco González, realista que lo adoptó y le dio su apellido. Hizo sus primeros estudios con el sacerdote José Alberto Espinoza y luego ingresó a la Universidad de Caracas donde se graduó de licenciado en humanidades.
En 1827 cuando el Libertador Simón Bolívar regresó por última vez a Venezuela, para impedir la separación de la Gran Colombia, fue recibido con un homenaje en la Universidad de Caracas. En el recinto universitario González, siendo adolescente, se encontró con el prócer, momento que quedaría grabado en su memoria. 
A los 28 años, contrajo matrimonio con Josefa Rodil. Para costear sus gastos en su nuevo estado civil daba clases de gramática e historia en colegios particulares. En 1849, fundó en Caracas el colegio El Salvador del Mundo. Un año antes fue nombrado diputado por Caracas al Congreso, por lo que fue testigo de los sucesos del atentado al congreso del 24 de enero de 1848.
A pesar de haberse iniciado en la masonería, se le clasificaba como hombre de ideas conservadoras. Debido a este punto de vista, no fue favorable a la Revolución de Marzo de 1858, que llevó al poder a Julián Castro, Manuel Felipe Tovar y Fermín Toro. Tampoco se sintió atraído por la Revolución Federal. 
Desde el periódico El Heraldo y otras publicaciones, combatió a los regímenes de fuerza. Eso disgustó a muchos gobernantes. Estuvo a punto de ser deportado en 1861, pero gracias a las diligencias de Pedro Gual, presidente de la república, por breve tiempo esto pudo ser evitado. También hizo oposición a la dictadura de José Antonio Páez (1861-1863), lo que le valió un encierro de tres meses en la cárcel de La Guaira. Al ser libertado, gracias a los buenos oficios de algunos masones, reincidió en sus críticas violentas al gobierno. El General Páez molesto, volvió a mandarlo a prisión, esta vez en la prisión de La Rotunda. Allí escribió su Manual de Historia Universal, que es el primero de sus libros conocidos. 
Al triunfar los ejércitos del mariscal Juan Crisóstomo Falcón en la Guerra Federal, lo vio con simpatía, lo cual no impidió para que de vez en cuando le dedicara también algunos ataques periodísticos. A pesar de las pasiones políticas que le animaban González era considerado un personaje muy honesto, noble y amante de la verdad. Esto quedó demostrado con la biografía muy favorable que escribió sobre Juan Crisóstomo Falcón, no obstante que se declaró una vez más su adversario.
Entre sus obras figuran la biografía del prócer José Félix Ribas, «Las Mesenianas», un conjunto de elegías en prosa, «Ecos de las Bóvedas» y la obra que quedara inconclusa «Historia del Poder Civil». En el campo de la poesía, Juan Vicente González publicó numerosos trabajos, destacando su soneto «A Bolívar».
En el periodismo, consiguió fama por su talento y virulencia en la crítica. Fue fundador de los medios impresos El Venezolano, El Diario de la tarde y El Heraldo y editorialista de algunos de estos medios incluyendo La Prensa, lo que provocaría polémicas con periodistas identificados con el movimiento liberal tales como Felipe Larrazábal, Estanislao Rendón, Guillermo Tell Villegas, Tomás Lander y Rafael Arvelo. Un año antes de su fallecimiento, estableció la publicación Revista Literaria.

## Obra

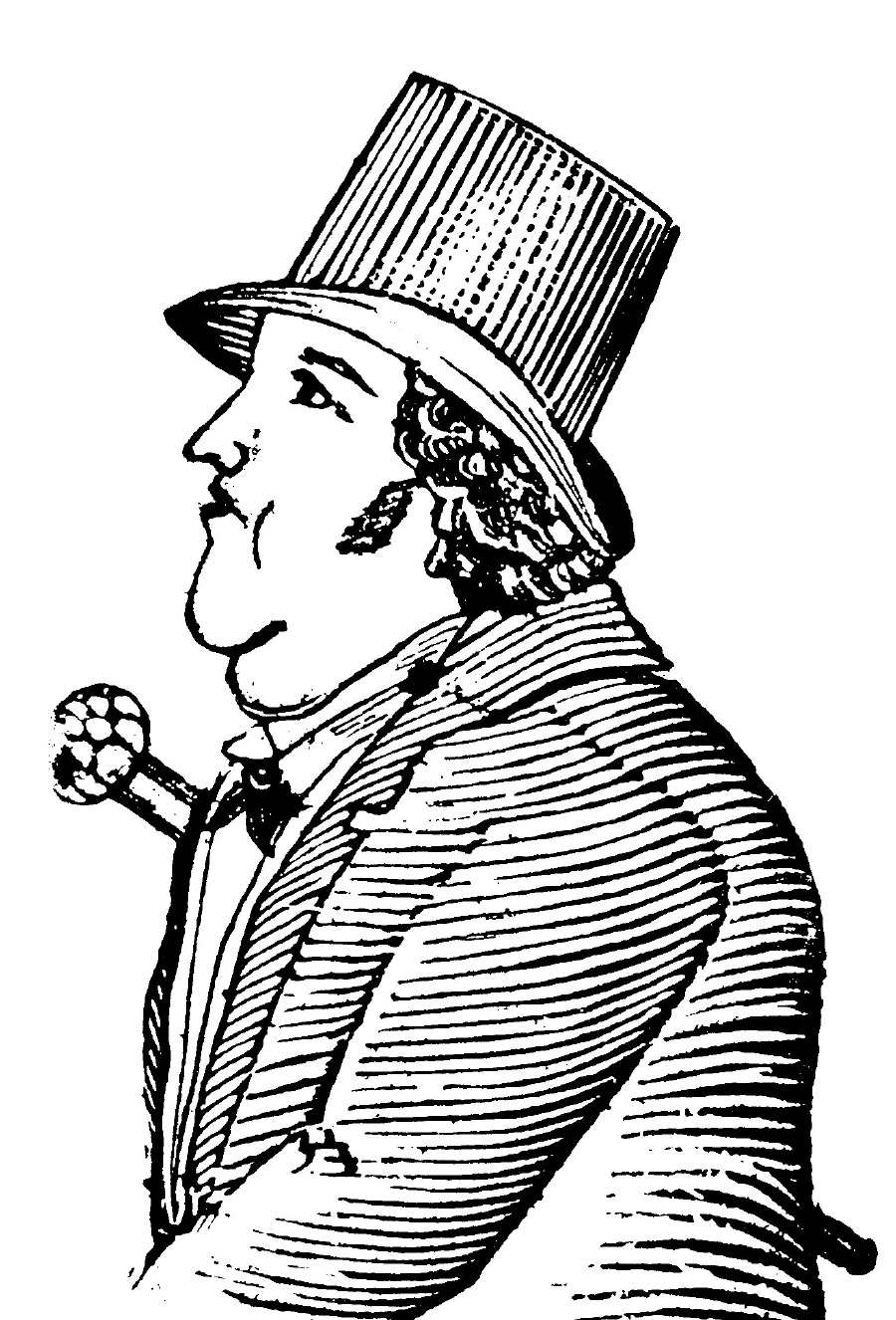
Caricatura de González hecha por Cruz Álvarez García. El Cojo Ilustrado, 1895.

Entre los grandes proyectos que concibió Juan Vicente González como historiador, uno de los más importantes fue la de escribir una serie de biografías de los más ilustres venezolanos, que tradujeran las características más resaltantes de la época en que vivieron, desde la Colonia, pasando por la Independencia y la época que se inicia en 1830. 
La obra la titularía Historia del Poder Civil en Colombia y Venezuela. Solo llegó a publicar las biografías de José Manuel Alegría (1856), José Cecilio Ávila (1858), Martín Tovar Ponce (s/f), y la de José Félix Ribas (s/f), considerada la más importante. Estas biografías las escribe en diversas épocas de su activa vida literaria. En 1835, escribe sus «Epístolas Catalinarias sobre el 8 de julio» donde ataca y combate el caudillismo.
Desde 1846 escribe Las Mesenianas. En estos pequeños poemas en prosa, describe con profunda tristeza sus impresiones de la Venezuela que tanto conoció y amó. El título de Mesenianas está tomado de las elegías que sobre Mesania, una región de Grecia, escribieron el abate francés Barthélemy y el poeta, también francés, Casimir Delavigne. Las elegías que integran la obra tratan de muy diversos temas, pero todas tienen en común la preocupación por lo venezolano, la exaltación de los valores patrios y el culto a los héroes; además, todas muestran la profunda tristeza con que el autor fue testigo de los conflictos que, en los últimos años de su vida, desgarraban a su patria. Juan Vicente González, el hombre que habla atacado tan furiosamente a sus enemigos en sus escritos, el apasionado periodista que utilizaba los peores insultos, narra con ternura y gran elevación poética la muerte de Andrés Bello o escribe, con semejantes características, la oración fúnebre de otro gran venezolano: el polifacético Fermín Toro.
En 1851 se publica el Análisis ideológico de los tiempos de la Conjugación castellana de Andrés Bello con notas explicativas de J.V. González. Ese mismo año traduce del latín el Arte poética de Horacio. Un Curso de literatura española, precedido de un ensayo sobre la literatura de la Edad Media, en 1852. El baile en Caracas, una sátira en versos (1854). Elementos de la Gramática latina, traducción del francés (1855)
En 1861, estando preso en las mazmorras de La Guaira, donde escribe Un Manual de Historia Universal, sin referencia de ningún tipo. También compone a su vez el Eco de las Bóvedas, una especie de canto a la situación bélica del país.
En 1863 publica por entregas la segunda parte de su Historia Universal.
En 1865 funda su famosa «Revista Literaria», escribe artículos de críticas y traduce a los grandes poetas universales. Es una de sus más grandes obras, y también la última. Allí aparecen sus primeros trabajos de corte ensayístico.